# Monumento a Théodore de Banville
Il monumento a Théodore de Banville (Monument à Théodore de Banville) è un'opera scultorea dell'artista francese Jules Roulleau, raffigurante il poeta Théodore de Banville e situata a Parigi, nei giardini del Lussemburgo.

## Storia

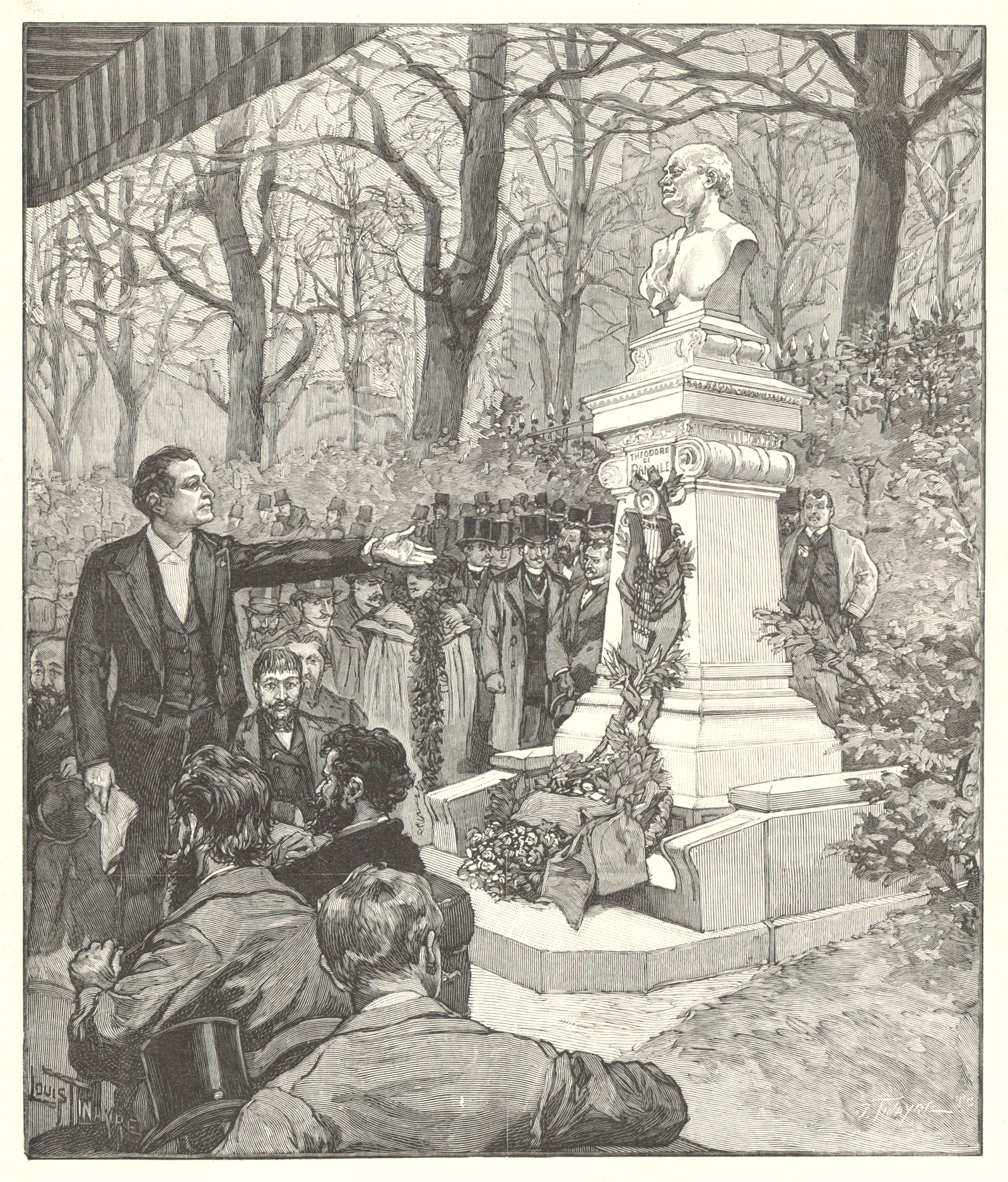
L'inaugurazione del monumento in un'illustrazione dell'epoca.

Dopo la morte del poeta francese, avvenuta nel 1891, si decise di dedicargli un monumento nella capitale francese. La zona scelta furono i giardini del Lussemburgo, nel sesto arrondissement della città, dove si trovavano altri monumenti e gruppi scultorei. La zona scelta si trova nel tratto dei giardini che costeggia la rue de Médicis ("Via dei Medici").
Il compito fu affidato a Roulleau, che inizialmente avrebbe dovuto scolpire un altro monumento a Banville, situato nella sua città natale (Moulins), se solo il comitato cittadino non avesse scelto al suo posto il signor Coulon. L'opera venne inaugurata il 27 novembre 1892.
Nel 1923, durante il centenario della nascita del poeta, il critico letterario Robert de Flers recitò un discorso davanti al monumento, come testimonia una fotografia.

## Descrizione
Il monumento consiste in un busto marmoreo di Théodore de Banville al di sopra di un piedistallo che poggia su un basamento. A sua volta il basamento poggia su dei gradini che assimilano il tutto a un altare. Il poeta di Moulins è raffigurato a torso nudo, con un drappo sulla spalla. Sul piedistallo in stile ionico sono incise la data di nascita e quella di morte di Banville (1823-1891) e più sotto, sulla parte superiore del basamento, è inciso il suo nome. Al di sotto sono presenti una lira di bronzo e un ramoscello di alloro, che sono dei simboli dell'arte della poesia.